# 松尾武 (牧師)
松尾 武（まつお たけし、1908年 - 1967年3月）は、日本の牧師。第二次世界大戦前には日本基督教会の牧師、戦後は日本基督改革派教会の創立メンバーの牧師として活躍した。『新改訳聖書』の翻訳を始めたメンバーの一人であり、双恵学園（さいたま市）の創立者。牧師・松尾造酒蔵の実弟にあたる。

## 生涯

### 初期
1908年（明治41年）長崎県島原市に生まれる。明治学院神学部で学び、1930年に明治学院神学部が東京神学社と合同して日本神学校が設立されると、同校で学ぶ。1931年日本神学校を卒業、4月に日本基督教会富士見町教会の伝道師になる。
1932年（昭和7年）から1935年（昭和10年）までウェストミンスター神学校へ留学する。

### 日本基督教会
1935年（昭和10年）に横浜大岡伝道所（現、横浜大岡教会）を開設し、同教会に奉仕する。。また、日本基督教会鎌倉雪ノ下教会の協力伝道師も務める
1937年（昭和12年）神戸の長老派神学校中央神学校教授に就任し、旧約学を教える。1939年（昭和14年）松尾は『聖書と信仰』誌に「日基信仰告白の理解」と題する論文を掲載し、日本基督教会の信仰告白の聖書観では不十分であって、ウェストミンスター信仰告白によって補足、修正さなければならないとした。それに対して、桑田秀延は反論し、松尾の主張はカルヴィン神学の一つの理解の方法であるが、現代のカルヴァン研究の権威であるペーター・バルトやウェルヘルム・ニーゼルのとは違うと指摘した。そして、信仰告白は改訂ではなく、「神学活動の方法」において満たされるべきであるとした。

### 日本基督教団
1941年（昭和16年）、中央神学校閉鎖に伴い、1942年（昭和17年）より日本基督教団麹町教会牧師として奉仕する。1945年（昭和20年）5月の米軍の空襲により会堂が焼失する。松尾は家族の疎開先である宮城県大松沢村（現大郷町）に身を寄せる。
麹町教会 (長老派)
麹町教会（こうじまちきょうかい）は、東京都千代田区にかつて存在した長老派の教会である。 1877年（明治10年）11月3日に、奥野昌綱が東京一致神学校に入学した日本基督公会（現、日本キリスト教会横浜海岸教会）の会員を中心に、東京府東京市千代田区麹町一丁目に麹町教会を設立した。奥野が仮牧師に就任した。 その後火災で焼失し、平河町3丁目に移転した。1923年9月関東大震災で会堂が倒壊したが、1924年に仮会堂を再建し、賀川豊彦が牧師に就任する。 1926年から都留仙次が牧会をした。1931年1月に会堂を新築した。太平洋戦争中は松尾武が牧会をしていたが、1945年5月の空襲で会堂が焼失した。戦後は都留仙次が代務者として牧会をしたが、1952年9月に日本基督教団高輪教会に合併して消滅した。

### 日本基督改革派教会
1946年（昭和21年）、埼玉県浦和市（現さいたま市）で開拓伝道を開始、北浦和教会を設立、また双恵幼稚園を開園する。同年に松尾を始め、岡田稔、常葉隆興、春名寿章ら8人の牧師と信徒が日本基督教団を離脱して、日本基督改革派教会の創立メンバーになる。改革派創立宣言に対して、日本基督教団の竹森満佐一から、1949年5月の「福音と時代」に厳しい批判と注文が出た。松尾はそれに対して「改革派世界」に応答した。竹森が「改革派の人々は改革派陣営の内部で本家争いをするつもりなのか」と問うたのに対して、松尾は「事は勿論本家争い」と答えた。日本基督教団の山永武雄は、日本基督教団の外にあって改革派教会を名乗る教会は、分派的少数派であると主張した。
1953年（昭和28年）双恵小学校を開校、1959年双恵中学校を開校、1963年小学校、中学校を閉校した。双恵幼稚園（園長は日本女子大学講師・松尾節）は、現在でも学校法人双恵学園として活動している。
1954年（昭和29年）11月23日に日本カルヴィニスト協会（略称：JCA）を発会させ、カルヴァン主義運動の指導者となる。

### 新改訳
1959年の日本プロテスタント宣教百年記念聖書信仰運動を契機として、『口語訳聖書』（1955年、日本聖書協会刊行）に代わる新しい聖書を求める声が高まった。1960年2月33日に創立された日本プロテスタント信仰同盟は、聖書翻訳特別委員を設けて15人の委員を選出した。委員の議長に松尾武が選ばれ、1960年4月8日に第1回の会議が学生キリスト教会館で行われた。東京恩寵教会で1960年4月25日に行われた第2回会議において「新しい翻訳聖書を要望する教派、団体に呼びかけて、その代表者たちと合同会議を開き、聖書翻訳ついての具体的な立案をすること」が決められた。
1961年2月20日、松尾と常葉隆興、堀川勇ら聖書翻訳特別委員の代表は、日本聖書協会の総主事都田恒太郎らと日本聖書協会で会見した。日本聖書協会は、学問的な根拠があればとの条件で会見に応じた。松尾が「口語訳はどのテキストと使用されたか」と質問したが、日本聖書協会のメンバーは誰も答えられず、学問的な対話はできなかった。また、改訂の要請にもまったく答えなかったので、別の新しい聖書翻訳を目指すことになった。
1961年3月に、米国のアムプリファイド聖書の発行者であるロックマン財団の代表者から、新アメリカ標準訳聖書（NASB）と並行する日本語訳聖書の刊行の打診を受けたK・マクビティが、『詳訳新約聖書』の翻訳業に携わっていた松尾、舟喜順一、堀川勇、牧瀬雄吉が、3月27日から山晴館にこもって検討した。その結果、新しい日本語訳聖書の計画を立案することになった。
1961年9月25日、松尾、舟喜順一、羽鳥明、堀川勇、牧瀬雄吉らがコミッショナーになり、ロックマン財団との間に協定を結んで、新改訳聖書刊行委員会を設立した。堀川が新改訳聖書刊行委員会の総主事に専任して、1961年『新改訳聖書』の翻訳の準備のために、協力団体の形成と翻訳者の選定のために、新改訳聖書刊行協力会が創立された。常葉隆興が会長になった。松尾は、新約翻訳主任に選ばれ、『ガラテヤ人への手紙』の翻訳者に選ばれた。1962年8月20日に翻訳作業が開始された。
松尾は1967年3月に新改訳の完成を見ないで死去する。常葉隆興、名尾耕作らが遺志を受け継ぎ、1969年10月に完成した。